# 瓦克西 (摩泽尔省)
瓦克西（法語：Vaxy）是法国摩泽尔省的一个市镇，属于沙托萨兰区（Château-Salins）沙托萨兰县（Château-Salins）。该市镇总面积5.31平方公里，2009年时的人口为156人。

## 人口
瓦克西人口变化图示